# Ба Лоббо
Ба Лоббо (д/н — 1864) — останній альмамі (імам) імперії Масина в 1862—1864 роках.

## Життєпис
Походив з клану Барі. Здібний військовик за часів панування свого стрийка Секу Амаду, альмамі Масини (Дійни). Входив до Ради Дійни. 1845 року після смерті альмамі претендував на трон, але новим альмамі став його стриєчний брат Амаду II. Натомість Ба Лоббо було призначено очільником війська.
З цього часу практично усі походи очолював він. 1846 року переміг повсталих туарегів. У 1847—1848 роках завдав поразок державам Сегу і Каарта. 1853 року після загибелі Амаду III знову претендував на трон, але альмамі став його небіж Амаду III.
Приборкав заворушення серед поганських народів. 1855 року здійснив успішний похід проти Сегу. 1856 року завдав поразки державіі тукулерів біля Кассакері. 1861 року з військом прибув на допомогу Ветала Алі, фаами Сегу. Втім вони у двох битвах зазнали поразки, внаслідок чого Сегу було практично повністю захоплено тукулерами.
1862 році спільно з Амаду III очолив військо у битві біля Хамдаллахі, де армія Масини зазнала нищівної поразки. Ба Лоббо зумів втекти до Тімбукту, де отримав допомогу від туарегів. В цей час довідався про загибель альмамі. Решта Ради дійни оголосила Ба Лоббо новим альмамі. 1863 року у битві біля тімбукту зазнав нової поразки від тукулерів. Проте не склав зброї, продовживши боротьбу.
У 1864 році Омар Талл, володар тукулерів, внаслідок загального повстанням в Масині і Сегу зазнав поразки й загинув. Ба Лоббо відвоював столицю Хамдаллахі. Втім невдовзі проти нього виступив Тідіані Талл, новий правитель тукулерів, який завдав поразки Ба Лоббо. Невдовзі той загинув.